# Paul Héroult
Paul (Louis-Toussaint) Héroult (Thury-Harcourt, 10 d'abril de 1863 – Antíbol, 9 de maig de 1914) fou un científic francès. Va ser l'inventor de l'electròlisi de l'alumini i va desenvolupar amb èxit el primer forn d'arc elèctric comercial.

## Biografia
Nascut a Thury-Harcourt, Calvados, a Normandia va ser un alumne amb gran enginy però inadaptat al règim escolar. Superat el batxillerat, va arribar a cursar el curs preparatori per a l'École Supérieur des Mines però va ser expulsat per una entremaliadura.
Quan tenia 15 anys va llegir el tractat d'Henri Sainte-Claire Deville sobre l'alumini i va quedar obsessionat. En aquell moment l'alumini era tan car com la plata i s'utilitzava sobretot per als articles de luxe i les joies. Héroult volia fer-lo més barat i va tenir èxit en descobrir el procés d'obtenció electrolític d'alumini l'any 1886. El mateix any, als Estats Units, Charles Martin Hall (1863-1914) va fer el descobriment del mateix procés. Per aquesta raó, aquest procés s'anomena procés Hall-Héroult.
La segona contribució important de Héroult és el primer de forn d'arc elèctric (EAF) comercial per a l'acer de l'any 1900. El forn de Héroult va anar reemplaçant gradualment les foses gegants per a la producció d'una gran varietat d'acers. El 1905, Paul Héroult va ser convidat als Estats Units com un assessor tècnic de diverses empreses, i en particular la United States Steel Corporation i la Halcomb Stell Company. Halcomb va instal·lar el primer forn de Héroult als Estats Units.

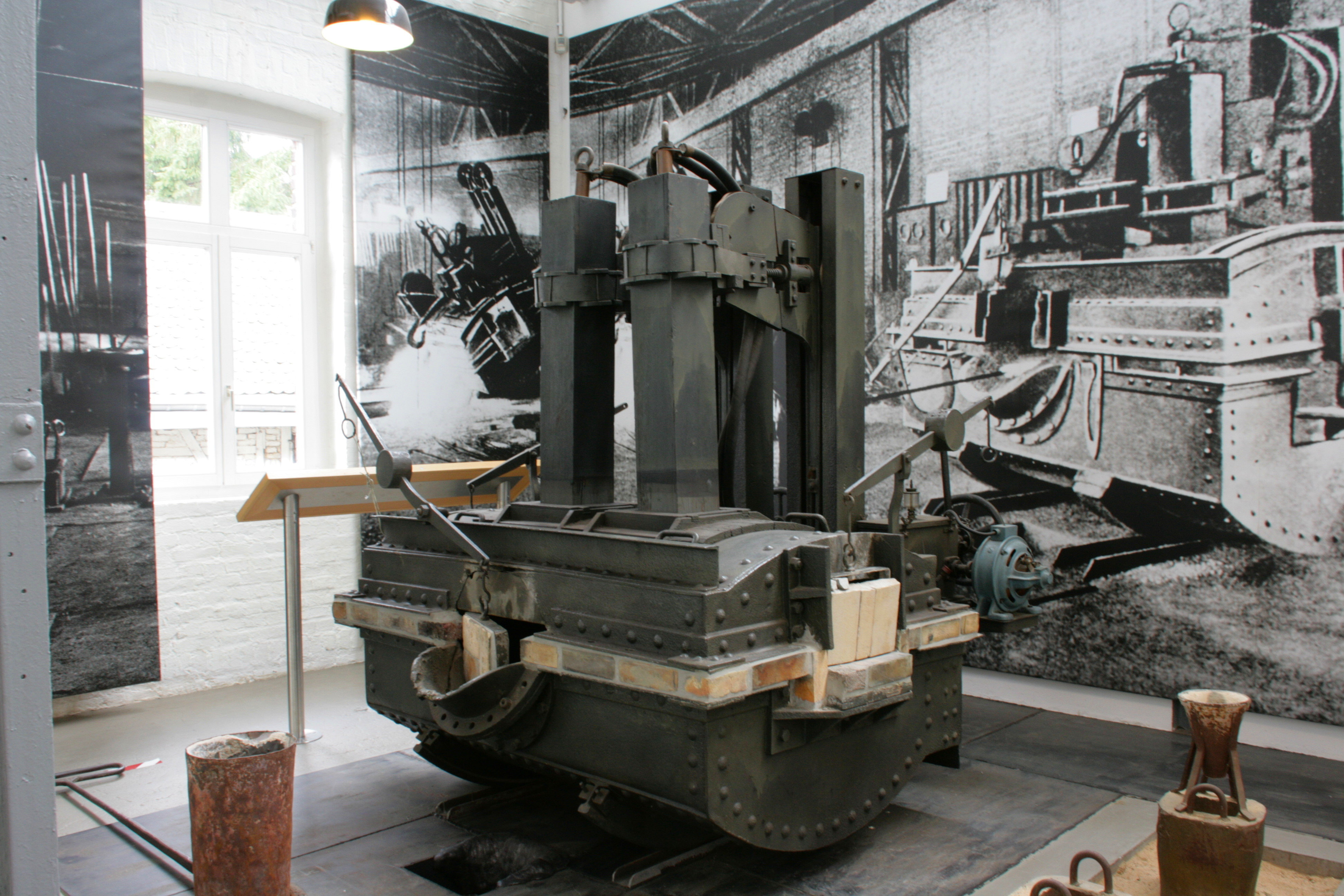
Forn d'arc elèctric de Héroult de 1905

La invenció del forn d'arc elèctric, probablement va començar quan Humphrey Davy va descobrir l'arc de carbó el 1800. Després, l'any 1878, Carl Wilhelm Siemens va patentar, construir i operar forns d'arc elèctrics tant de corrent continu com altern. L'ús comercial encara va haver d'esperar a majors subministraments d'electricitat i millors elèctrodes de carboni.
Paul Héroult és reconegut per altres invents importants, entre ells un conducte autoportant d'acer que encara s'utilitza per portar aigua des de les altures de les muntanyes i els rius a les centrals hidroelèctriques, evitant la necessitat de construir ponts cars.
Héroult va morir a Antíbol, víctima de la febre tifoide, l'any 1914.